# Trädgårdsmästaren
Trädgårdsmästaren (en suec, El jardiner) és una pel·lícula muda dramàtica sueca del 1912 dirigida per Victor Sjöström amb guió de Mauritz Stiller. És coneguda principalment per ser la primera pel·lícula prohibida pel sistema de censura suec. Durant molt de temps es va pensar que s'havia perdut, però el 1979 se'n va trobar una còpia a la Biblioteca del Congrés dels Estats Units.
L'estrena sueca fou el 14 d'octubre de 1980 quan es va projectar al Cinemateket / Bio Victor a Estocolm.

## Argument
Un jardiner (Sjöström) regenta una granja, i el seu fill (Gösta Ekman) s'ha enamorat de la filla d'un dels treballadors de la granja (Lili Bech). El jardiner, que també està interessat en la filla, fa fora de casa furiosament el fill. Un dia, el jardiner viola la filla del treballador i després els envia lluny, ella i el seu pare (Gunnar Bohman) lluny, per por de ser descobert.
Mentre estan en un vaixell de camí cap a la ciutat, els dos es troben amb un vell general (John Ekman) que li dona diners a la noia i la seva targeta de visita. Quan el pare mor més tard, la noia demana ajuda al general, que la deixa fer d'hostessa als seus sopars. Poc després, el general pateix una feridura i, a la seva mort, la seva família i amics expulsen a la noia.
La nena devastada torna al seu poble natal. Consternada, visita l'hivernacle on arrenca totes les flors i maleeix el jardiner. L'endemà al matí, el jardiner la troba morta entre les roses.

## Producció i censura
Trädgårdsmästaren es va rodar durant el juliol i l'agost de 1912 a l'estudi del Svenska Biografteatern de Lidingö amb escenes a l'aire lliure com la posada de Nackanäs i els voltants a Järla i Sickla, així com a bord del creuer Nackanäs I. La fotografia va ser dirigida per Julius Jaenzon. Encara que es considera Ett hemligt giftermål eller Bekännelsen på dödsbädden la seva pel·lícula de debut, ja que va ser la primera a estrenar-se, Trädgårdsmästaren va ser la producció debut de Sjöström com a director. La seva experiència passada al cinema es va limitar a unes quantes visites al cinema, per això, juntament amb Charles Magnusson, va visitar els estudis de Pathé Frères a París com a experiència d'aprenentatge.
Afirmant que la pel·lícula era contrària a les "bones pràctiques" i embellia la mort, les autoritats sueques van prohibir la projecció pública de la pel·lícula el 20 d'agost de 1912. En un intent d'apel·lar la prohibició, es va organitzar una projecció especial amb el primer ministre Karl Staaff i altres ministres. La decisió dels censors es va confirmar.
Trädgårdsmästaren es va estrenar el 17 d'octubre de 1912 al Victoria-Teatret de Copenhaguen.

## Repartiment
- Victor Sjöström - el jardiner
- Gösta Ekman - el fill del jardiner
- Lili Bech - la noia
- Gunnar Bohman - el pare de la noia
- John Ekman - el general
- Mauritz Stiller - passatger del vaixell

## Títols de distribució
La Svensk Filmdatabas enumera la pel·lícula com a títols de distribució en cinc idiomes diferents, a part del títol original suec::
- Et Offer for sin Ungdomskærlighed (Dinamarca)
- Offer for sin Kjærlighed (Noruega)
- The Broken Spring Rose (USA)
- Brutna vårblomster (Finlàndia)
- Taittuneita kevätkukkia (Finlàndi)